# Suore francescane della Beata Angelina
Le Suore Francescane della Beata Angelina sono un istituto religioso femminile di diritto pontificio: i membri di questa congregazione, dette Contesse di Foligno, pospongono al loro nome la sigla T.F.B.A.

## Storia

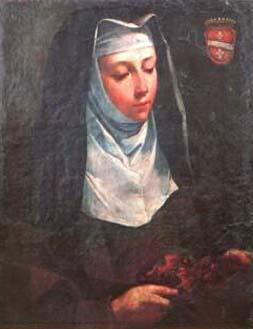
Angelina di Marsciano

La congregazione deriva dal monastero delle terziarie regolari francescane di Sant'Anna, fondato attorno al 1388 a Foligno dal frate minore Paoluccio Trinci, iniziatore della famiglia dei frati minori osservanti: la comunità che vi si raccolse, appartenente al terz'ordine francescano, era composta soprattutto da fanciulle provenienti da nobili famiglie (donde l'appellativo di Contesse) che volevano vivere in penitenza e povertà senza essere tenute alla clausura. Sotto la guida dalla beata Angelina, dei conti di Marsciano la forma di vita proposta dal monastero di Sant'Anna si affermò e sorsero numerosi altri conventi di terziarie che si federarono con Foligno.
Papa Martino V, con la bolla Sacrae Religionis del 19 agosto 1428, approvò la congregazione delle terziarie regolari di Foligno, che era arrivata a contare sei comunità, e consentì alle suore di eleggersi una ministra generale: ottenuto il consenso del vescovo di Todi (22 gennaio 1430) le suore della congregazione celebrarono il capitolo generale ed elessero come ministra Angelina.
Pochi mesi dopo il neoeletto ministro generale dell'ordine francescano, Giovanni da Casale, intimò alle terziarie, in virtù della bolla Inter cetera del 9 dicembre 1428, di sottomettersi all'autorità dei frati e Angelina, il 3 novembre 1430 nella chiesa di San Francesco a Foligno dovette prestare obbedienza al ministro generale nelle mani del ministro provinciale. Ma le terziarie, basandosi su una nuova interpretazione giuridica della bolla, ricorsero alla Santa Sede e ottennero la bolla Ad apostolice (15 novembre 1431), che le esentò dalla giurisdizione sia del ministro generale dell'ordine che del vicario dell'osservanza e consentì loro di scegliere dei visitatori tra i frati del terz'ordine regolare.
Dopo la morte di Angelina, papa Eugenio IV revocò i privilegi concessi alle terziarie (15 dicembre 1436), le quali nel 1447 vennero sottoposte all'autorità del vicario generale degli osservanti. Con la riforma dei monasteri femminili promossa dal concilio di Trento a tutte le religiose venne imposta la clausura e le terziarie della beata Angelina dovettero accettare la monacazione, anche se poterono continuare ad ammettere educande in convento per curarne la formazione.
Nel 1903 il cardinale Antonio Agliardi, protettore della congregazione, ottenne per le terziarie della beata Angelina l'abolizione della clausura e dei voti solenni. L'istituto ottenne il pontificio decreto di lode il 20 maggio 1915 e venne definitivamente approvato dalla Santa Sede il 27 febbraio 1923: dall'8 ottobre 1923 le Francescane della beata Angelina sono aggregate all'Ordine dei Frati Minori Cappuccini.

## Attività e diffusione
Le Suore Francescane della Beata Angelina si dedicano soprattutto all'istruzione e all'educazione cristiana della gioventù.
Oltre che in Italia, le religiose sono presenti in Brasile e in Madagascar; la sede generalizia è a Roma.
Al 31 dicembre 2008 l'istituto contava 68 religiose in 11 case.